# Eupogonius pauper
Eupogonius pauper es una especie de escarabajo longicornio del género Eupogonius, tribu Desmiphorini, subfamilia Lamiinae. Fue descrita científicamente por LeConte en 1852.

## Descripción
Mide 6-11 milímetros de longitud.

## Distribución
Se distribuye por Canadá y Estados Unidos.